# Manfred Starke (Romanist)
Manfred Starke (* 26. Mai 1935 in Markranstädt) ist ein deutscher Philosophie- und Literaturhistoriker (Romanist).

## Biografie
Von 1953 bis 1954 studierte Starke Philosophie bei Ernst Bloch an der Karl-Marx-Universität Leipzig. Anschließend studierte er, ebenfalls an der Karl-Marx-Universität, von 1954 bis 1959 Romanistik bei Werner Krauss.
Von 1959 bis 1991 arbeitete er in Berlin an der Akademie der Wissenschaften der DDR vor allem über deutsche und französische Aufklärung, insbesondere französischen Materialismus, frühe sozialistische Literatur in Deutschland (19. Jahrhundert), französische Literatur des 19. Jahrhunderts (Romantik, Moderne, l'art pour l'art, Gautier, Baudelaire, Verlaine).
Von 1991 bis 1994 setzte er diese Arbeit fort an einer Nachfolge-Einrichtung der Akademie der Wissenschaften, dem Zentrum für Literatur- und Kulturforschung. Hier arbeitete er an dem Projekt „Rezeption der Aufklärung“ mit.

## Veröffentlichungen (Auswahl)
- Die politische Position La Mettries, in: Neue Beiträge zur Literaturwissenschaft, Hg.: Werner Krauss und Walter Dietze, Bd. 21, Rütten und Löning 1964
- Beiträge zu La Mettrie in den 1960er und 1970er Jahren, unter anderem in den Beiträgen zur romanischen Philologie
- Zur materialistischen Moral La Mettries, in Genuss und Egoismus (Hg.: Wolfgang Klein, Ernst Müller) Berlin: Akademie – Verlag 2002
- Paul Verlaine: Poetische Werke, Leipzig: Insel-Verlag 1977 (2. Aufl. 1985), (Nachwort, Kommentare)
- Der Untergang der romantischen Sonne. Ästhetische Texte von Baudelaire bis Mallarmé. Leipzig: Kiepenheuer 1980 (2. Auflage 1984)
- Baudelaire, Blumen des Bösen, Leipzig: Insel 1990 (Kommentar: Lyrismus und Verfremdung in Baudelaires Dichtung)
- Baudelaire, Schriften zur Literatur – Frankfurt am Main, Leipzig: Insel 1992
- La Mettrie, eine soziale und asoziale Moral[1]. Baden: Academia – Verlag 2023 – Das problematische Streben nach „Glück“ d. h. Freiheit und einem als Wachstum und Wohlleben verstandenen Fortschritt erscheint in der Sicht eines „Hedonisten“, für den das höchste Darseinsziel erreicht ist, wenn „jeder nach seiner Art und nach seinem Belieben“, liberistisch leben kann. Die „Verrücktheit“ des „philosophischen Narren des preußischen Königs“, sein Zerwürfnis mit der Aufklärung (Diderot, Rousseau, Voltaire, Holbach) wird aus seiner inneren Zerrissenheit erklärt – einer politischen zwischen Radikalismus und Konservativismus und einer philosophischen zwischen materialistischen Radikalismus und agnostizistischer Skepsis.